# Nybro IF
Nybro IF ist ein schwedischer Fußballverein aus Nybro. Der Klub spielte insgesamt zwölf Jahre in der zweiten Liga.

## Geschichte
Nybro IF gehörte 1928 zu den Gründungsmitgliedern der drittklassigen Division 3 Sydöstra. Dort etablierte sich die Mannschaft anfangs im Mittelfeld, ehe sie ab Mitte der 1930er Jahre mehrfach ins Aufstiegsrennen eingriff. Als Staffelsieger zog sie 1941 in die Aufstiegsspiele zur zweiten Liga ein, in denen Karlskrona BK geschlagen wurde. In der Division 2 Södra spielte der Klub auf Anhieb im vorderen Bereich mit, 1943 belegte die Mannschaft mit vier Punkten Rückstand auf Staffelsieger IS Halmia den dritten Rang. 1947 folgte der Einbruch, als die Mannschaft als Tabellenneunter zusammen mit Kalmar AIK, Olofströms IF, Malmö BI und Alets IK nach einer Ligareform in die Drittklassigkeit abstieg. Im Folgejahr folgte der Absturz in die Viertklassigkeit, dem der direkten Wiederaufstieg folgte. 
Nybro IF etablierte sich erneut in der dritten Liga. In der Spielzeit 1953/54 verlor die Mannschaft nur ein Spiel und schaffte somit als Staffelsieger den Wiederaufstieg in die Zweitklassigkeit. Dort spielte sie gegen den Abstieg, der 1957 als Drittletzter zusammen mit BK Kenty und Gunnarstorps IF hingenommen wurde. Nach zwei Jahren im vorderen Ligabereich stieg der Klub 1960 erneut in die vierte Liga ab. In der Relegation gegen Visby IF Gute gelang zwei Jahre später die Rückkehr ins dritte Spielniveau, ehe nach dem erneuten Abstieg abermals der Wiederaufstieg gelang.
Als Aufsteiger setzte sich Nybro IF im vorderen Ligabereich fest und belegte 1966 hinter IFK Kristianstad den zweiten Rang in der Division 3 Sydöstra Götaland. Im folgenden Jahr gelang mit 15 Siegen aus 20 Spielen der Staffelsieg und damit der erneute Aufstieg in die zweite Liga. Mit einem Punkt Rückstand auf IFK Värnamo stieg der Klub als Drittletzter direkt wieder ab, schaffte aber im folgenden Jahr den erneuten Aufstieg. Als Tabellendritter der Spielzeit 1970 hinter Landskrona BoIS und Helsingborgs IF überraschte der Aufsteiger, stieg aber im folgenden Jahr wieder ab. Wiederum dauerte es nur kurze Zeit, bis der Klub in die Viertklassigkeit abrutschte. 
1976 gelang Nybro IF der Wiederaufstieg ins dritte Spielniveau, dem der direkte Abstieg und zwei Jahre später der Rutsch in die Fünftklassigkeit folgte. 1984 meldete sich der Klub in der Drittklassigkeit zurück, wurde aber zwei Jahre später Opfer einer Ligareform und spielte erneut viertklassig. 1990 gelang der erneute Aufstieg und drei Jahre später verpasste die Mannschaft erst in der Relegation gegen IFK Västerås den erneuten Aufstieg in die Zweitklassigkeit. Nach dem Abstieg 1994 folgte zwei Jahre später die Rückkehr. Als Aufsteiger zog der Verein erneut in die Relegation zur zweiten Liga ein, dieses Mal scheiterte er an IS Halmia. Zunächst spielte er weiters um den Aufstieg, ehe er zu Beginn des neuen Jahrtausends in den Abstiegskampf rutschte. 2002 beendete die Mannschaft die Saison auf einem Relegationsplatz und musste nach einer Niederlage gegen Jonsereds IF absteigen.
Als Tabellenzweiter zog Nybro IF 2003 in die Aufstiegsrunde zur dritten Liga ein, zog aber gegen Karlskrona AIF nach zwei Niederlagen den Kürzeren. Mit 20 Siegen aus 22 Saisonspielen gewann die Mannschaft 2004 ihre Viertligastaffel, konnte aber als Vorletzter im Folgejahr die Klasse nicht halten und wurde als Opfer einer Ligareform von der dritten in die fünfte Spielklasse transferiert. Dort gelang 2007 der Staffelsieg, so dass der Klub in die vierte Liga aufstieg. Nach drei Jahren folgte jedoch Ende 2010 der Wiederabstieg.